# Федоренко, Наталья Ивановна
Наталья Ивановна Федоренко (до замужества — Яценко) (укр. Наталія Іванівна Федоренко (Яценко), род. 6 сентября 1961, Софиевская Борщаговка, Киевская область) — советская гребчиха. Участница летних Олимпийских игр 1988 года, четырёхкратная чемпионка мира по академической гребле 1981, 1982, 1983 и 1985 годов.

## Биография
Наталья Федоренко родилась 6 сентября 1961 года в селе Софиевская Борщаговка Киево-Святошинского района Киевской области Украинской ССР (сейчас в Бучанском районе Киевской области на Украине).
Четырежды выигрывала золотые медали чемпионатов мира по академической гребле в соревнованиях восьмёрок с рулевым — в 1981 году в Мюнхене, в 1982 году в Люцерне, в 1983 году в Дуйсбурге и в 1985 году в Мехелене.
В 1984 году стала победительницей международных соревнований «Дружба-84» в соревнованиях восьмёрок с рулевым.
В 1988 году вошла в состав сборной СССР на летних Олимпийских играх в Сеуле. В финале соревнований восьмёрок с рулевым советская команда, в которую также входили Маргарита Теселько, Марина Знак, Надежда Сугако, Сандра Бразаускайте, Елена Пухаева, Сария Закирова, Лидия Аверьянова и Аушра Гуделюнайте, заняла 4-е место, показав результат 6 минут 22,35 секунды и уступив 7,18 секунды завоевавшим золото гребчихам ГДР.
Заслуженный мастер спорта СССР (1981).